# Е!
Az E! Entertainment Television, vagy csak egyszerűen E!, egy amerikai kábeltelevízió-csatorna, a Comcast tulajdona. Szórakoztató jellegű hírműsorokat, sorozatokat és valóságshow-kat kínál, eredeti változata több mint 90 millió amerikai háztartásban elérhető.
A csatorna több nemzetközi változata is elérhető, Magyarországon 2016 augusztusában indult a Universal Channel helyén. Nagyobb részben angol nyelvű műsorokat sugároz, részben lokalizált tartalmakkal. Jelenleg a Comcast leányvállalatának, az NBC Universalnak magyarországi főcsatornája.